# 伊布斯河畔诺伊马克特
伊布斯河畔诺伊马克特是奥地利下奥地利州梅尔克县的一个市镇。总面积9.33平方公里，总人口1788人，人口密度191.6人/平方公里（2005年）。